# Twilight of the Gods
Twilight of the Gods — шестой студийный альбом шведской блэк-метал группы Bathory. Продолжает линию стиля викинг-метал. Первоначально предполагалось, что этот альбом станет заключительным в творчестве группы, поэтому он не содержит заключительный (outro) трек.

## Список композиций
Слова и музыка всех песен — Куортон, кроме «Hammerheart», музыка Густав Холст (отрывок из The Planets, Op. 32), переаранжированный Куортоном.
| №                   | Название                   | Длительность |
| ------------------- | -------------------------- | ------------ |
| 1.                  | «Twilight of the Gods»     | 14:02        |
| 2.                  | «Through Blood by Thunder» | 6:15         |
| 3.                  | «Blood and Iron»           | 10:25        |
| 4.                  | «Under the Runes»          | 5:59         |
| 5.                  | «To Enter Your Mountain»   | 7:37         |
| 6.                  | «Bond of Blood»            | 7:35         |
| 7.                  | «Hammerheart»              | 4:57         |
| Общая длительность: | Общая длительность:        | 56:50        |

В переиздании 2003 года, первая, вторая и третья по счёту композиции в альбоме объединены в одну.

## Участники записи
- Куортон — гитара, вокал, бас-гитара, ударные, микширование, продюсирование, звукорежиссура